# Phlomis de Russell
Phlomis russeliana · Phlomis de Turquie, Sauge de Turquie
Espèce
Classification phylogénétique
Le Phlomis de Russell, le Phlomis de Turquie ou la Sauge de Turquie (Phlomis russeliana) est une espèce de plantes à fleurs, de la famille des Lamiacées. C'est une plante vivace méditerranéenne dont les fleurs ont une corolle zygomorphe à deux lèvres.
Il est endémique de Turquie où il pousse dans les bois clairs. Ses fleurs sont pollinisées par les bourdons.

## Utilisations
Il est cultivé dans les jardins d'ornement pour son feuillage et sa longue floraison jaune. Contrairement aux autres phlomis et à l'instar de Phlomis samia il apprécie un léger ombrage. Il tolère la sécheresse mais en climat chaud et sec, il est préférable de ne pas le planter en plein soleil.